# Pravutina
Pravutina is een plaats in de gemeente Žakanje in de Kroatische provincie Karlovac. De plaats telt 243 inwoners (2001).